# King Witch
King Witch ist eine schottische Doom-Metal- und Rock-Band aus Edinburgh, die 2015 gegründet wurde.

## Geschichte
Die Band wurde Anfang 2015 gegründet. Sie entstand spontan im Zuge mehrerer Jam-Sessions, wobei der Name ebenso spontan erwählt wurde. Nach einer ersten EP unter dem Namen Shoulders of Giants im selben Jahr, ging es auf eine Tournee durch Großbritannien und Irland und es wurden Auftritte auf europäischen Festivals wie dem Sweden Rock Festival, dem Muskel Rock und dem Malta Doom Festival abgehalten. Ende 2017 unterzeichnete die Gruppe einen Plattenvertrag bei Listenable Records, worüber im Februar 2018 das Debütalbum Under the Mountain erschien.

## Stil
Laut Ronny Bittner vom Rock Hard spielt die Band auf Shoulders of Giants „progressiv angehauchten Doom, der auch gerne mal Siebziger-Jahre-Classic-Rock-Flair versprüht“. Laura Donnellys Gesang habe in den drei abwechslungsreichen Liedern einen eindringlichen Charakter, während die Instrumente Erinnerungen an Black Sabbath, Candlemass und Mastodon wachrufen würden. In einer späteren Ausgabe rezensierte Thomas Kupfer Under the Mountain und ordnete die Band stilistisch zwischen „Doom, Proto Metal und Psychedelic Rock“ ein. Würden die Riffs am Anfang des Albums noch an Metallicas Enter Sandman erinnern, so wende man sich im späteren Verlauf eher Gruppen wie Saint Vitus, den frühen Trouble, Candlemass, Mastodon und Black Sabbath zu. Die Gruppe schaffe es dabei meist, diese Einflüsse zu einem „eigenständigen und organischen Sound“ zu verschmelzen, sodass das Album für Fans von Doom Metal und der Rockmusik der 1970er Jahre geeignet sei. Eine Ausgabe später bezeichnete Andreas Schiffmann hingegen die Musik der Gruppe als verspielten Sludge. Schiffmann stellte eine Nähe zu Mastodon fest; im Interview mit ihm gab Donnelly an, dass die Mitglieder zwar Fans dieser Gruppe seien, man jedoch nie bewusst versucht habe, nach diesen zu klingen. Marc Halupczok vom Metal Hammer rezensierte Under the Mountain ebenfalls. Ihr epischer Doom Metal lebe dabei – Black Sabbath und Candlemass nicht unähnlich – „nicht vom durchgehenden Zeitlupentempo“. Stattdessen lebten die Songs von „schweren“ Riffs und Atmosphäre. Sie seien gelegentlich komplex gehalten, wobei man in diesen einen variablen Gesang einsetze. Teilweise versprühe Donnelly, ähnlich wie Elin Larsson von Blues Pills, etwas „Retro-Feeling“, spezifisch an die 1970er Jahre.

## Diskografie
- 2015: Shoulders of Giants (EP, Eigenveröffentlichung)
- 2018: Under the Mountain (Album, Listenable Records)